# Opisthoxia aspledon
Opisthoxia aspledon là một loài bướm đêm trong họ Geometridae.